# Haji Gholam Sarwar Faiez
Haji Gholam Sarwar Faiez (n. 1970) es un político afgano. Se desempeñó entre 2019 y 2021 como diputado de la Wolesi Jirga.

## Biografía
Nació en la provincia de Bādgīs en 1970, hijo de Abdul Ghafar. Residió en Kabul.
Obtuvo un bachillerato en ley pública. Fue profesor universitario durante cuatro años. Asimismo, participó en organizaciones no gubernamentales durante una década.
En 2019 fue electo diputado de la Wolesi Jirga en representación de la provincia de Bādgīs. Culminó su ejercicio de facto con la toma del poder por parte de los talibanes el 15 de agosto de 2021.